# Elsa Rozendal
Elsa Maria Antonia Rozendal (Den Haag, 11 september 1973) is een Curaçaos politica. Zij was tussen 2016 en 2020 statenlid en fractievoorzitter namens de MAN.  
Elsa Rozendal behoort tot de derde generatie van een politiek prominente familie. Haar grootvader, Ernesto Rozendal, en haar oom van moederskant, Abel Arrindell, waren beiden eilandsraadlid en gedeputeerde van Curaçao geweest. Haar oom, Frank Rozendal, had verscheidene ministersposten bekleed, en haar vader, Boy Rozendal, was DP-coryfee en premier van de Nederlandse Antillen (1977-1979). Ten tijde van haar geboorte was hij Gevolmachtigd minister van de Nederlandse Antillen in Den Haag.
Op Curaçao ging Rozendal naar de Johan van Walbeeck school en het Peter Stuyvesant College. Na de middelbare school ging zij werken bij de ABN Amro Bank in Willemstad. In 1992 nam ze deel aan de Miss Curaçao schoonheidswedstrijd. Van de 10 kandidaten werd zij tot Miss Curaçao 1992-1993 gekozen en als zodanig nam zij in 1993 deel aan de Miss Universe Verkiezing in Mexico-Stad. Rozendal was hierna korte tijd werkzaam als model in Istanboel. Op 21-jarige leeftijd vertrok zij naar Nederland voor studie. Ze haalde haar onderwijsakte Spaans en Engels. Bij terugkeer op Curaçao was zij van 2002 tot 2007 docent aan de Marnix School. In 2006 startte ze een eigen onderneming.
Rozendal debuteerde in de politiek op de kandidatenlijst van Partido pa Adelanto I Inovashon Soshal (PAIS) voor de statenverkiezingen van 2012. Alhoewel zij geen statenzetel verwierf, was Rozendal een van de prominentere leden van de partij. Naast partijlid was zij ook bestuurslid. In juni 2016 stapte ze uit de partij. Bij de statenverkiezingen van 10 oktober 2016 was zij kandidaat op de MAN-lijst. Ze werd statenlid en fractievoorzitter. Bij de formatie van het kabinet-Koeiman werd Rozendal de beoogde Minister van Onderwijs, Wetenschap, Cultuur en Sport. Haar beëdiging op 23 december 2016 vond geen doorgang vanwege bonje binnen de MAN over haar opvolging als statenlid. Ook de nieuwvastgestelde datum van 9 januari 2017 werd afgelast. Op verzoek van haar partij stemde Rozendal ermee in om af te zien van het ministerschap om ruimte te bieden voor onderhandeling over verbreding van het kabinet. Nadat de onderhandelingen met Un Kòrsou Hustu stuk liepen verloor de coalitieregering haar meerderheidssteun en kwam ten val. Bij de uitgeschreven nieuwe verkiezingen werd Rozendal herkozen tot statenlid en bleef ze ook aan als fractievoorzitter namens de MAN. Na meningsverschillen binnen de MAN-fractie stapte Rozendal in december 2020 op om zich vervolgens bij de Democratische Partij aan te sluiten. Als statenlid werd zij opgevolgd door MAN-partijvoorzitter, Yves (Payo) Schoop.